# Komisja Nadzoru Bankowego
Komisja Nadzoru Bankowego (KNB) – instytucja sprawująca nadzór nad działalnością polskich banków od 1 stycznia 1998 do 31 grudnia 2007. Organem wykonawczym Komisji był Generalny Inspektorat Nadzoru Bankowego działający w strukturze Narodowego Banku Polskiego.
Komisja została powołana 29 sierpnia 1997, kiedy sejm uchwalił ustawy: prawo bankowe i o Narodowym Banku Polskim. Przejęła ona wcześniejsze kompetencje Narodowego Banku Polskiego i prezesa NBP.
1 stycznia 2008 kompetencje Komisji Nadzoru Bankowego przejęła Komisja Nadzoru Finansowego.

## Zadania Komisji
- Określanie zasad działania banków zapewniających bezpieczeństwo środków pieniężnych zgromadzonych przez klientów w bankach
- Nadzorowanie banków w zakresie przestrzegania ustaw, statutu i innych przepisów prawa oraz obowiązujących je norm finansowych
- Dokonywanie okresowych ocen stanu ekonomicznego banków i przedstawianie ich Radzie Polityki Pieniężnej oraz wpływu polityki pieniężnej, podatkowej i nadzorczej na ich rozwój
- Opiniowanie zasad organizacji nadzoru bankowego i ustalanie trybu jego wykonywania

## Skład Komisji

### Członkowie Komisji
Od dnia 19 września 2006 do 31 grudnia 2007 na mocy ustawy z dnia 21 lipca 2006 o nadzorze nad rynkiem finansowym (Dz.U. z 2025 r. poz. 640) w skład Komisji wchodzili:
- Przewodniczący Komisji – Przewodniczący Komisji Nadzoru Finansowego albo wyznaczony przez niego Zastępca Przewodniczącego,
- Zastępca Przewodniczącego Komisji – minister właściwy do spraw instytucji finansowych lub delegowany przez niego sekretarz lub podsekretarz stanu w urzędzie obsługującym ministra właściwego do spraw instytucji finansowych,
- przedstawiciel Prezydenta Rzeczypospolitej Polskiej,
- Prezes Zarządu Bankowego Funduszu Gwarancyjnego,
- Prezes Narodowego Banku Polskiego albo wyznaczony przez niego Wiceprezes Narodowego Banku Polskiego,
- Przedstawiciel ministra właściwego do spraw instytucji finansowych,
- Generalny Inspektor Nadzoru Bankowego.

### Ostatni skład Komisji
- Stanisław Kluza – Przewodniczący Komisji, Przewodniczący Komisji Nadzoru Finansowego
- Katarzyna Zajdel-Kurowska – Zastępca Przewodniczącego Komisji, Podsekretarz Stanu w Ministerstwie Finansów
- Danuta Wawrzynkiewicz – Doradca Prezydenta RP ds. finansów publicznych
- Małgorzata Zaleska – Prezes Zarządu Bankowego Funduszu Gwarancyjnego
- vacat – Wiceprezes Narodowego Banku Polskiego
- Piotr Piłat – przedstawiciel Ministra Finansów
- Alfred Janc – Generalny Inspektor Nadzoru Bankowego